# Bavokerk (Aardenburg)

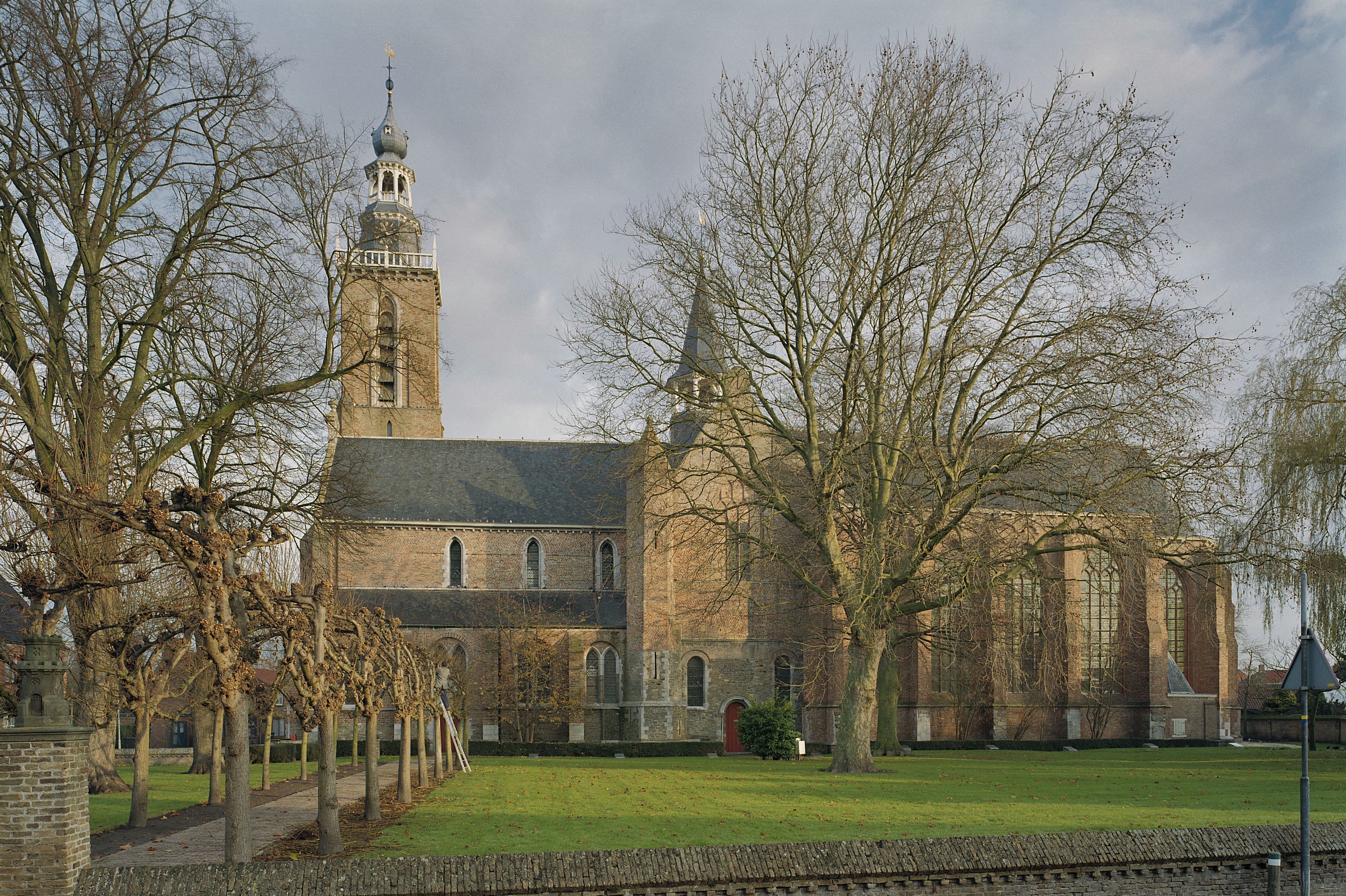
Querhaus teilw. noch romanischer Steinbau (vor 1220), basilikales Langhaus Mitte 13. Jh. Scheldegotik, etwas Kalkstein und viel Backstein, Chor Mitte 14. Jh. ganz aus Backstein

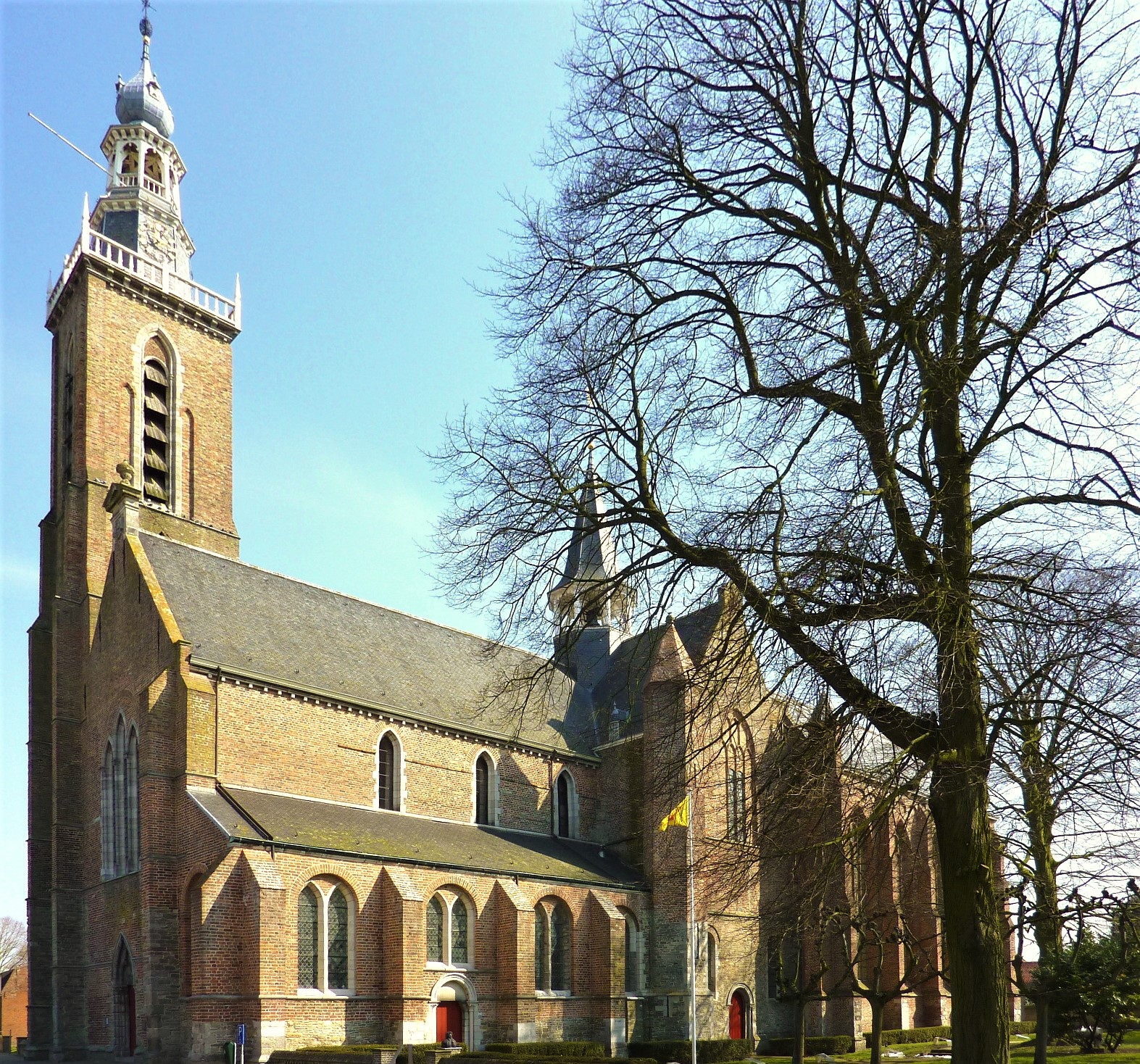
Langhaus: Scheldegotik als Backsteingotik

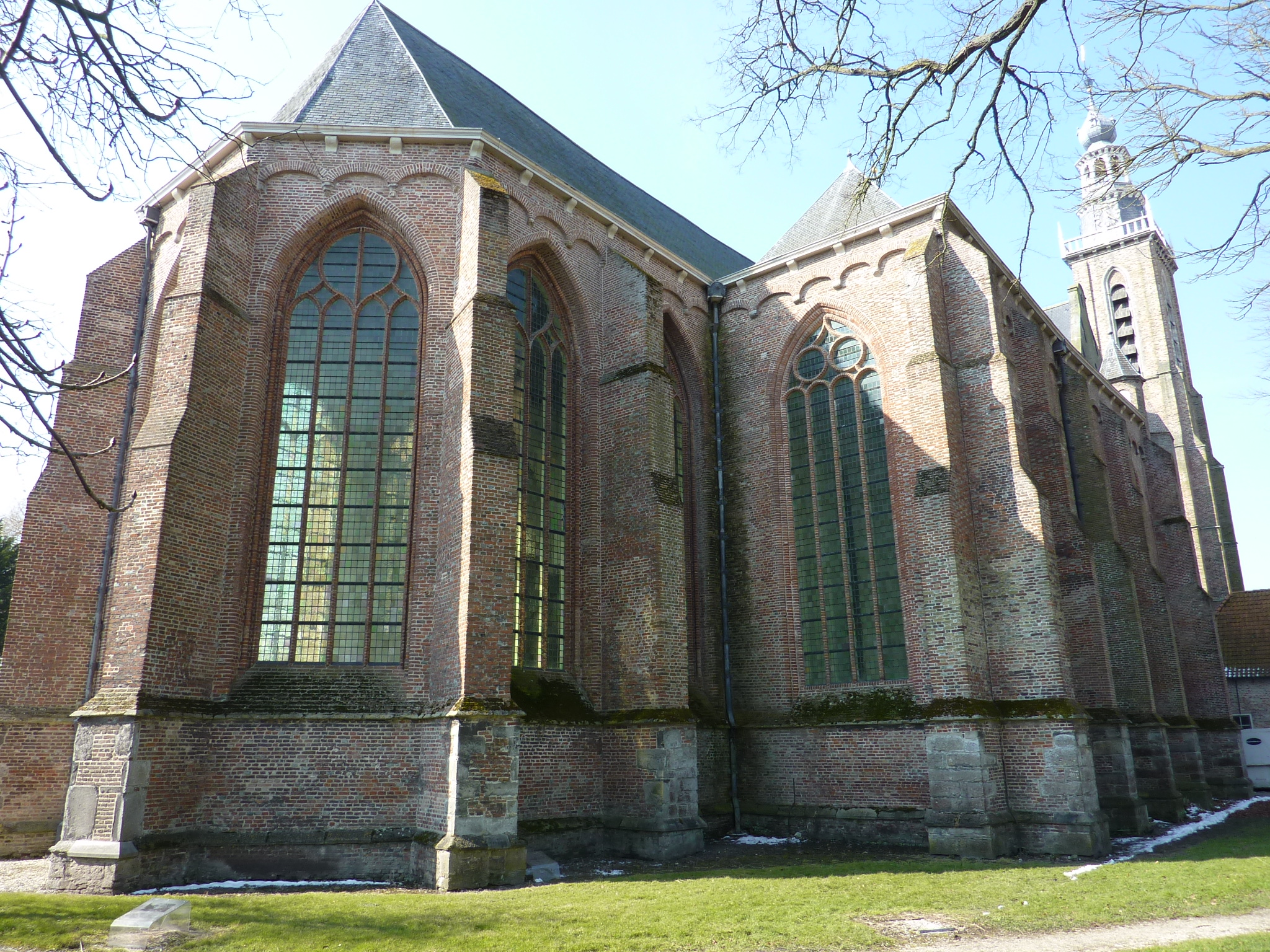
Chor: spätgotische Backsteingotik

Die Sint-Bavokerk (auch Sint-Baafskerk genannt) ist ein Kirchengebäude der Protestantischen Kirche in den Niederlanden in Aardenburg in der Provinz Zeeland. Die Kirche ist ein Bauwerk im Stil der Scheldegotik. Das Kirchenschiff sowie der Turm des Gotteshauses sind seit 1974 als niederländische Rijksmonumente eingestuft.

## Geschichte
959 errichtete die Genter Bavoabtei eine kleine Kirche in Aardenburg. 1202 brannte die Kirche ab. Die heutige Bavokerk entstand nach 1243. Ihr Stil ist vom Übergang der Romanik zur Gotik geprägt. Sie gehört zu den Top 100 der niederländischen Kulturdenkmäler. Die Kirche gehört zur 2004 geschaffenen unierten Protestantischen Kirche in den Niederlanden.

## Orgel
Die Orgel geht zurück auf ein Instrument, das um das Jahr 1680 von dem Orgelbauer A.A. Kuerten erbaut worden war. Erhalten ist davon nur das prächtige, mehrstöckige Orgelgehäuse. Das Orgelwerk wurde 1955 durch die Orgelbaufirma Flentrop erbaut. Das Schleifladen-Instrument hat 19 Register auf zwei Manualen und Pedal. Die Trakturen sind mechanisch.
| I Hauptwerk C–f3 |    |
| Prestant         | 8′ |
| Roerfluit        | 8′ |
| Octaaf           | 4′ |
| Fluit            | 4′ |
| Quint            | 3′ |
| Octaaf           | 2′ |
| Mixtuur IV-V     |    |
| Cornet IV        |    |
| Trompet          | 8′ |

| II Rückpositiv C–f3 |    |
| Holpijp             | 8′ |
| Prestant            | 4′ |
| Roerfluit           | 4′ |
| Woudfluit           | 2′ |
| Scherp III          |    |
| Sesquialter II      |    |
| Dulciaan            | 8′ |
| Tremulant           |    |

| Pedalwerk C–f1 |     |
| Bourdon        | 16′ |
| Prestant       | 8   |
| Fagot          | 16′ |